# Laréplik
Laréplik, également stylisé La Replik ou La Réplik, est un groupe de punk rock français, originaire de Bordeaux, en Gironde. Musicalement parlant, le groupe est plus précisément classé dans le « java-punk » ou encore « folk punk plouc », selon les premiers membres du groupe.

## Biographie
Créé en 1996 à Pessac et soutenu par le milieu associatif local (d'abord Musicalement Vôtre à Cestas puis Rastaquouère et Le Local à Bordeaux), Laréplik donne chaque année depuis sa création un concert à la Saint-Roger (30 décembre), une manière de se décaler de la traditionnelle fête de la Saint-Sylvestre (31 décembre). Il est considéré par la presse spécialisée comme l'un des piliers de la scène bordelaise.
Leur premier album studio, comprenant sept titres, intitulé The Fabulous World of Laréplik, est publié en 2000. Entre 1996 et 2002, la Fête des fougères est une autre tradition du groupe. Laréplik se fait ainsi connaître de la scène punk rock bordelaise. En 2001, Laréplik sort son premier CD 13 titres, Saint-Roger Live, toujours grâce à l'association Rastaquouère de Bordeaux et son label Rastak Prod'. Dans le courant de la même année, Laréplik signe avec le label indépendant Crash Disques de Marsu, manager des Bérurier Noir et figure historique du milieu punk et alternatif en France. Le premier album ressort alors en 2003 avec une nouvelle jaquette et un nouveau nom, Saint-Roger Live. Le deuxième album studio du groupe, intitulé La folie des glandeurs, est publié en novembre 2005.
Après de nombreux concerts en France, le groupe effectue plusieurs tournées à travers l'Europe, dans des pays comme l'Allemagne (2007 et 2010,), la République tchèque (2006 et 2010), et quelques dates en Suisse et en Belgique (notamment au D'hiver rock en 2007. À travers les reprises ou les contributions à des albums-hommage (Tribute), Laréplik exprime quelques-unes de ses illustres références : La Souris Déglinguée (Irina, La nuit sera blanche), Camera Silens (Identité, Espoirs déçus), Bérurier Noir (Petit Agité), Ludwig von 88 (On m'appelle), The Clash (Rock The Casbah) ...
Cependant, Laréplik s'appuie avant tout sur un répertoire de compositions originales et personnelles en accordant une place importante à l'écriture de ses textes.
Le troisième album studio du groupe, De l'amour, de la mer et de la mort, est publié en 2011. Courant 2015, Laréplik, pour fêter ses 20 ans, relance le concert de la Saint-Roger. Le 30 décembre 2015, le concert a effectivement lieu au Block, ancien BT59, une salle de Bègles. Plus de 700 personnes étaient présentes. La formation était composée de Ludo chant et guitare, Vigie au chant, P'tit Fred à la batterie, Jpax à la contrebasse, Denis au banjo, et Pierfeuil Lamouche à l'accordéon. En 2016, le groupe continue à jouer, effectuant quelques concerts au cours de l'année. Le 30 décembre 2019, Laréplik joue pour la vingtième Saint-Roger au BT59 avec la même formation qu'en 2015.

## Membres

### Membres actuels
- Ludo - chant, guitare
- Vigie - chant
- P'tit Fred - batterie, contrebasse, chœurs
- Denis - banjo, chœurs
- Pierfeuil Lamouch - accordéon
- Jpax - contrebasse, sonorisation

### Anciens membres
- Kristoph : contrebasse (1996-200?)
- Fabien - banjo (1996-????)
- Bruno - guitare (1996-????)
- Berty - clavier, flûte traversière (1996-????)
- Marco - contrebasse (1996-????)
- Pierrot - batterie  (1996-????)
- Giuseppe - banjo  (1996-????)
- Johanne  - accordéon (2007-????)
- Rémy - batterie (2007-????)
- Jean-Marc « Yougli » - banjo (2007-????)
- Mitch - cuivres Banjo (2000-2012)
- Manu - saxophone ténor (2007-????)
- Vince - saxophone alto et violon (2007-????)
- Max - batterie, chœurs
- Gaëlle - accordéon, chœurs
- Edith - sonorisation (depuis 2012)
- Laïpha - merchandising de vrais pirates (Coffin Rock)

## Discographie
Participation à des compilations :